# Astilbe japonica
Astilbe japonica là một loài thực vật có hoa trong họ Saxifragaceae. Loài này được (C.Morren & Decne.) A.Gray miêu tả khoa học đầu tiên năm 1841.